# Neptis disrupta
Neptis disrupta är en fjärilsart som beskrevs av Moore 1877. Neptis disrupta ingår i släktet Neptis och familjen praktfjärilar. Inga underarter finns listade i Catalogue of Life.